# Richard's Castle (Shropshire)
Richard's Castle (Shropshire) är en civil parish i Storbritannien.   Den ligger i grevskapet Shropshire i riksdelen England, i den södra delen av landet, 200 km nordväst om huvudstaden London. Den gränsar till civil parishen Richards Castle (Hereford).